# نهضت مقاومت ملی ایران
نهضت مقاومت ملی ایران سازمانی مخالف جمهوری اسلامی است که توسط شاپور بختیار تشکیل شد و تا به امروز مشغول فعالیت است.

## اهداف و بنیانگذاران
نهضت مقاومت ملی ایران با الهام از جنبش مقاومتی که بی‌درنگ پس از کودتای ۲۸ مرداد ۱۳۳۲ برای رویارویی با دیکتاتوری پدید آمده و نام نهضت مقاومت ملی را بر خود گذاشته بود، بنیان نهاده شد. در سال ۱۳۵۹ خورشیدی نهضت مقاومت ملی ایران را شاپور بختیار و گروهی از شخصیت‌های طرفدار اپوزیسیون ایران برای مبارزه علیه رژیم حاکم بر ایران و برای رسیدن به هدف‌های زیر پایه‌گذاری کردند:
- پایگیری نظامی بر پایهٔ حاکمیت ملی و دادگری اجتماعی.
- جدایی دین از حکومت در همهٔ جنبه‌های مملکت
- حفظ استقلال و تمامیت ارضی کشور و همبستگی ملی

نهضت مقاومت ملی ایران مبارزهٔ خود را در دنبالهٔ مبارزات نهضت ملی ایران و جبهه ملی دانسته و می‌داند.
مبارزاتی که از آغاز انقلاب مشروطیت تا به امروز برای رسیدن به خواست‌های ملت ایران، یعنی دموکراسی، استقلال، تمامیت ارضی، و استقرار نظامی متکی به قانون همواره در جریان است.
نهضت مقاومت ملی ایران خود را یکی از نگاهبانان نهضت ملی ایران می‌داند و به نوبهٔ خود کوشش می‌کند تا با گسترش دامنه فعالیت‌ها و اتحاد با سایر ملی‌گرایان ایران سهم مؤثرتری در عرصهٔ مبارزات ملت ایران برای ساختن ایرانی آزاد و آباد داشته باشد.
مولود خانلری، احمد میرفندرسکی، کاظم جفرودی، عزت راستکار، حسین ملک، رحیم شریفی و عبدالرحمن برومند  به همراه  شاپور بختیار از بنیانگذاران این سازمان هستند.

## اصول و عقاید
نهضت مقاومت ملی ایران با الهام از نظریات بنیان‌گذار خود شاپور بختیار در پی آن است که با استقرار دموکراسی در ایران، آنچنان نظامی بر کشور حاکم گردد که مبتنی و متکی بر اراده و رأی آزاد مردم باشد، تا که در پناه آن امکان زندگی آزاد، پربار و پر ارزشی برای کلیه آحاد ملت فراهم گردد. نهضت مقاومت ملی ایران خواهان ایجاد جامعه‌ای است که آحاد آن در امور تولید و شیوه توزیع از حق تصمیم‌گیری آزادانه و عادلانه ای برخوردار باشند. جامعهٔ ایدئال از نظر نهضت جامعه‌ای است که بر اساس موجودیت زمینه‌های همکاری آزادانه و برابری انسان‌ها و احساس مسئولیت و مشارکت افراد جامعه شکل گرفته باشد و در آن استقلال و حرمت شخصیت انسانی و رعایت مساوات ارزش همه انسان‌ها محفوظ باشد.
بنابراین آخرین مرحله‌ای که نهضت مقاومت ملی ایران در اتحاد ملی به‌عنوان برنامه خود پشت سر خواهد نهاد تشکیل مجلس مؤسسان خواهد بود تا نسبت به تطبیق قانون اساسی۱۹۰۶ متناسب با نیازهای روز و تصویب قانون انتخابات آزاد تصمیم‌گیری کند.
دولت موقت در این هنگام کار خود را پایان یافته تلقی کرده و کلیه امر را بدولت برگزیده مجلس نمایندگان مردم تفویض خواهد نمود. اکنون که تمام اذهان متوجه لزوم شکل یابی هرچه زودتر یک نیروی جانشین ملی است که قادر باشد بلافاصله زمام امور مملکت را به‌دست گرفته و نیروی مردم را برای حفظ استقلال و فراهم آوردن شرایط لازم استقرار یک جامعه انسانی و آزاد فراهم کند، نهضت مقاومت ملی ایران با در نظر گرفتن تمام شرایط داخلی کشور و نیز با توجه به خطراتی که از طرف منابع خارجی استقلال ما را تهدید می‌کند و هم با در نظر گرفتن تجارب گذشته در زمینه اتحاد نیروهای ملی، اعلام می‌دارد که تنها چارچوب سالمی که قادر است هدفهای فوق را تحقق بخشد و تمام نیروهای سالم ملی را گرد یک برنامه مشترک فراهم آورد اصول و برنامه‌هایی است که در این بیانیه ارائه شده‌است.
بنابر این از تمام وطن خواهان، آزاد مردان و علاقمندان به استقلال مملکت چه در داخل و چه در خارج دعوت می‌کند که از تنگ نظریه‌های رایج و محاسبات بی‌پایه چشم پوشیده صفوف خود را به دور برنامه ارائه داده شده سازمان دهند.

### انتشارات
نهضت مقاومت ملی ایران دارای یک روزنامه بود که با مرور زمان و پس از ترور شاپور بختیار؛ چاپ و انتشار آن متوقف شد، همچنین دارای یک هفته نامه به نام قیام ایران بود که ایرج پزشکزاد به مدت ده سال سردبیری آن را برعهده داشت.
نهضت مقاومت ملی ایران موفق به ایجاد یک برنامه رادیویی در قاهره و بعد در بغداد و پاریس شد.

## سرکوب و ترور از سوی جمهوری اسلامی
در میان گروه‌های اپوزیسیون ایران، «نهضت مقاومت ملی ایران» و سازمان درفش کاویانی آماج بیشترین ترورها از سوی حکومت جمهوری اسلامی است.
شاپور بختیار بنیان‌گذار نهضت مقاومت ملی ایران هدف یک ترور ناموفق در تابستان ۱۳۵۹ توسط گروهی به رهبری انیس نقاش قرار گرفت. دومین ترور در ۱۵ مرداد ۱۳۷۰ منجر به قتل وی در پاریس شد. طبق اظهارات انیس نقاش، هر دو سوءقصد به دستور مقامات جمهوری اسلامی ایران و با استخدام تروریست‌هایی حرفه‌ای طرح‌ریزی شده بودند.
سروش کتیبه  منشی مخصوص دکتر شاپور بختیار و از اعضای نهضت مقاومت ملی ایران بود که در تاریخ ۱۵ مرداد ۱۳۷۰ برابر ۶ اوت ۱۹۹۱، به همراه دکتر شاپور بختیار در خانه مسکونی اش در سورن در حومه پاریس توسط سه تروریست تبهکار به قتل رسید.
عبدالرحمن برومند (متولد ۱۳۰۶ گز اصفهان - ۱۳۷۰ پاریس) فعال سیاسی ایرانی و رئیس هیئت اجرائی نهضت مقاومت ملی ایران بود. او در روز پنجشنبه ۲۹ فروردین ماه ۱۳۷۰ (۱۸ آوریل ۱۹۹۱) در مقابل آسانسور منزل مسکونی خود در پاریس با ضربات کارد به قتل رسید.

سرهنگ هادی عزیز مرادی کرد  پس از شکست  کودتای نوژه ، به علت نقش فعال و مستقیمی که در این طرح داشت، در اواخر تیر ۱۳۵۹ به ترکیه و سپس به فرانسه رفت و به شاخه نظامی نهضت مقاومت ملی ایران پیوست. او در ساعت ۵ بعد از ظهر روز دوشنبه ۲ دی ۱۳۶۴ هنگام خروج از منزلش در منطقه باکیرکوی، محله یئنی در  شهر استانبول با شلیک چندین گلوله توسط سه نفر ناشناس کشته شد. 
سروان بهروز شاهوردی‌لو از افسران پیشین ارتش شاهنشاهی ایران بود که پس از انقلاب ۱۳۵۷ به خارج از کشور رفته و به شاخه نظامی نهضت مقاومت ملی ایران که موسس آن شاپور بختیار بود پیوست و روز ٢۵ شهریور ١٣۶۴ در استانبول  ترور شد.